# 第3回世界貿易機関閣僚会議

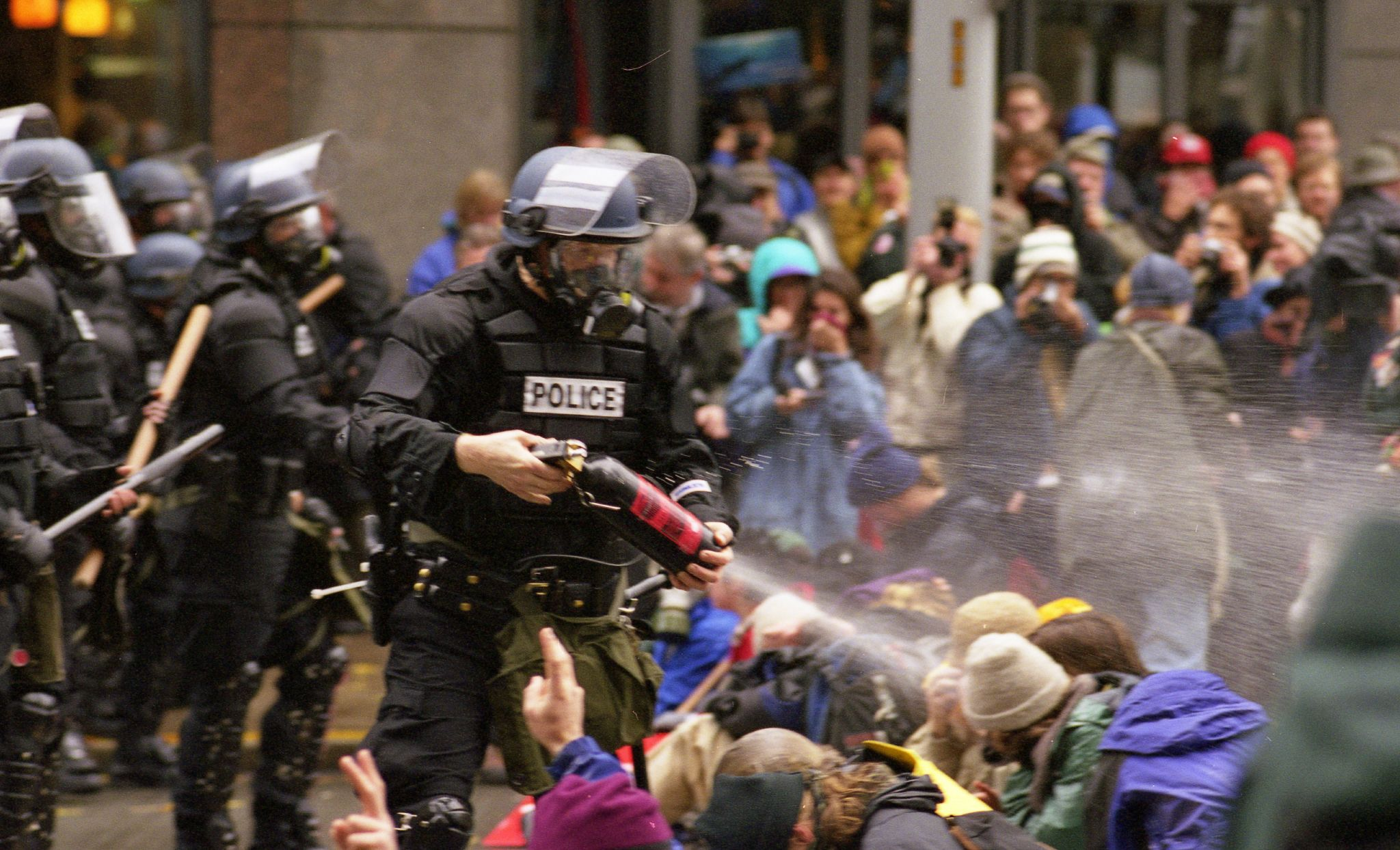
閣僚会議への抗議活動と警官隊（1999年11月30日）

第3回世界貿易機関閣僚会議（だい3かいせかいぼうえききかんかくりょうかいぎ）は、1999年11月30日から12月3日まで、アメリカ合衆国ワシントン州シアトルで開催された世界貿易機関（WTO）の閣僚会議である。ウルグアイ・ラウンドに続く新ラウンドの立ち上げが目指されたが、主要国間の対立や、市民団体による反対運動のために合意に至らなかった。一般にシアトル閣僚会議と呼ばれることが多い。

## 概要
WTOの最高意志決定機関である本閣僚会議において、新ラウンド立ち上げに合意できなかった原因としては、以下の点などが指摘されている。
- 先進国と開発途上国の対立：ともにウルグアイ・ラウンドの結果を踏まえつつも、途上国に対しより一層の市場開放を求める先進国と、ウルグアイ・ラウンドでの合意を自らにとってよりバランスのとれた方向に是正しようとする途上国とでは、そもそも新ラウンドに求めるものが正反対であった。また、途上国からは、途上国が一部しか参加できないグリーン・ルーム会合と呼ばれる非公式少数国会合で実質的な議論が進められることへの反発もあった。
- 先進国間の対立：先進国間でも、アンチダンピング、農業、労働などをめぐって、日本や欧州連合（EU）とアメリカとが対立した。農業については、国内（域内）の農業保護を重視する日本やEUと、輸出国として農産品の輸入自由化を求めるアメリカ、オーストラリアなどとの立場の隔たりが大きかった。アメリカ合衆国のビル・クリントン大統領は、小渕総理をはじめ各国に電話をし説得にあたったが、妥協は得られなかった[2]
- 市民団体の反対運動：シアトルには全米及び世界中から反グローバリズムを掲げる市民団体が集結し、夜間外出禁止令が出されるなど街中が混乱した。これらの団体は閣僚会議に参加したわけではないため議論の動向を直接左右することはなかったが、その運動により閣僚会議参加者の交通が妨げられた。このため、閣僚会議はもともと各国首脳が集まるため時間の制約が厳しかった上に、充分な議論の時間を取ることが一層困難になった。

閣僚会議の議長を務めたシャリーン・バシェフスキー通商代表は、12月3日午後10時（現地時間）に至って、作業を中断し、新ラウンド立ち上げを凍結する旨を発言し、閣僚会議は閣僚宣言が取りまとめられないまま幕を閉じた。
なお、日本からは、河野洋平外務大臣、玉沢徳一郎農林水産大臣、深谷隆司通商産業大臣らが出席した。

## 影響
本閣僚会議の失敗を受けて、開発途上国や市民団体の発言力が増し、少数国のみでの意志決定は困難になった。WTOには、意志決定における透明性の向上が求められた。また、WTOの各種会合等において市民団体の反対運動が激化した。
新ラウンド立ち上げの見込みがまったく立たなくなったため、各国では多角的貿易交渉よりも、2国または少数国間での自由貿易協定や経済連携協定の締結を目指す動きが強まった（例えば、日本初の経済連携協定である日本・シンガポール新時代経済連携協定は、本閣僚会議直後の1999年12月8日に提案され、2002年1月13日に署名、同11月30日に発効したものである